# Georgi Georgiew (piłkarz)
Georgi Georgiew (ur. 10 października 1963) – bułgarski piłkarz, grający na pozycji defensywnego pomocnika.

## Kariera piłkarska
Jest wychowankiem - podobnie jak Christo Stoiczkow - Maricy Płowdiw, która w tym czasie (1980–1984) występowała w II lidze. W ekstraklasie po raz pierwszy zagrał w sezonie 1984/1985 w barwach Trakii Płowdiw, z którą następnie trzykrotnie zajął trzecie miejsce w tabeli.
Udane mecze w Trakii zaowocowały w 1989 roku powołaniem do reprezentacji Bułgarii oraz transferem do CSKA Sofia, gdzie sprowadził go późniejszy selekcjoner kadry Dimityr Penew. Drużyna CSKA, w której grali wówczas m.in. Stoiczkow, Emił Kostadinow i Trifon Iwanow, dwukrotnie zdobyła tytuł mistrza kraju oraz raz Puchar Bułgarii.
Po upadku komunizmu większość piłkarzy wyjechała za granicę, również Georgiew, który przez prawie pięć lat był zawodnikiem drugoligowca francuskiego FC Mulhouse, gdzie przez wiele sezonów jego partnerem był inny kolega z reprezentacji, bramkarz Borisław Michajłow. Na początku 1995 roku powrócił do kraju, a półtora roku później zakończył piłkarską karierę.
W reprezentacji Bułgarii zadebiutował w 1989 roku. W '46 minucie towarzyskiego meczu z RFN (1:1) zmienił Goszo Ginczewa. W następnych latach występował w niej sporadycznie, rzadko od pierwszej minuty. Na początku 1994 roku, po trzyletniej przerwie, ponownie otrzymał powołanie; zagrał w czterech spotkaniach przed Mundialem 1994 i przekonał do siebie selekcjonera Penewa, który następnie powołał go na ten turniej. Jednak na mistrzostwach Georgiew był tylko rezerwowym.

## Sukcesy piłkarskie
- III miejsce w ekstraklasie w 1985, 1987 i 1988 z Trakią Płowdiw
- mistrzostwo Bułgarii 1989 i 1990 oraz Puchar Bułgarii 1989 z CSKA